# Gösta Almquist
Gösta Fredy Almquist, född 7 september 1910 i Borlänge, död där 2 mars 1990, var en svensk målare och tecknare.
Almquist studerade vid Anders Beckmans reklamskola i Stockholm och konst för Åke Pernby och Tore Hultcrantz. Bland hans offentliga arbeten märks utsmyckningen av Bergslagets praktiska skolor i Borlänge samt priser till VM, SM och Vasaloppet. Hans konst består av naturskildringar från havskusterna och rörelser hos människor och djur samt affischer.